# Formula Renault 2.0 WEC 2008
Formula Renault 2.0 West European Cup 2008 var ett race som kördes över 15 heat. Daniel Ricciardo blev mästare.

## Kalender
| Bana                 | Segrare Race 1   | Segrare Race 2    |
| -------------------- | ---------------- | ----------------- |
| Nogoro               | Daniel Ricciardo | Andrea Caldarelli |
| Dijon-Prenois        | Daniel Ricciardo | Daniel Ricciardo  |
| Valencia             | Daniel Ricciardo | Benjamin Lariche  |
| Le Mans              | Daniel Ricciardo | kördes ej         |
| Estoril              | Daniel Ricciardo | Roberto Merhi     |
| Spa-Francorchamps    | Roberto Merhi    | Daniel Ricciardo  |
| Magny-Cours          | Roberto Merhi    | Andrea Caldarelli |
| Circuit de Catalunya | Daniel Ricciardo | Andrea Caldarelli |

## Slutställning
| Plats | Förare            | Poäng |
| ----- | ----------------- | ----- |
| 1     | Daniel Ricciardo  | 192   |
| 2     | Roberto Merhi     | 184   |
| 3     | Andrea Caldarelli | 129   |
| 4     | Jean-Éric Vergne  | 95    |
| 5     | Albert Costa      | 85    |
| 6     | Tristan Vautier   | 79    |